# Diezani Alison-Madueke
Diezani K. Alison-Madueke (født 6. december 1960) er en nigeriansk politiker, der 27. november 2014 blev valgt som den første kvindelige præsident for OPEC. Inden dette havde hun en karriere, der omfattede flere ministerposter i Nigeria, indledt med posten som transportminister 26. juli 2007.
Alison-Madueke er uddannet arkitekt i England og USA, og efter at have tagget en bachelor-eksamen i 1992, vendte hun tilbage til Nigeria, hvor hun fik ansættelse i Shells lokale afdeling. Her gjorde hun karriere og blev i 2006 firmaets første kvindelige administrerende direktør.
I forbindelse med en efterforskning vedrørende mistænkelige transaktioner for 325 mio. GBP i Storbritannien, blev Alison-Madueke mistænkt for at have købt tre ejendomme i London for penge modtaget som bestikkelse. Som følge heraf udstedte en nigeriansk domstol en arrestordre på hende. Den 11. maj 2021 fik hun beslaglagt 153 mio. USD og 80 ejendomme som led i efterforskningen.